# Corythucha ciliata
Corythucha ciliata är en insektsart som först beskrevs av Thomas Say 1832.  Corythucha ciliata ingår i släktet Corythucha och familjen nätskinnbaggar. Inga underarter finns listade i Catalogue of Life.

## Bildgalleri

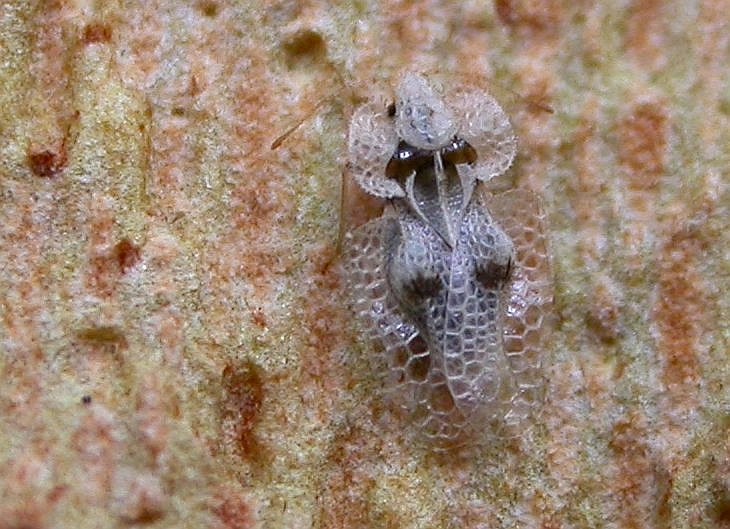
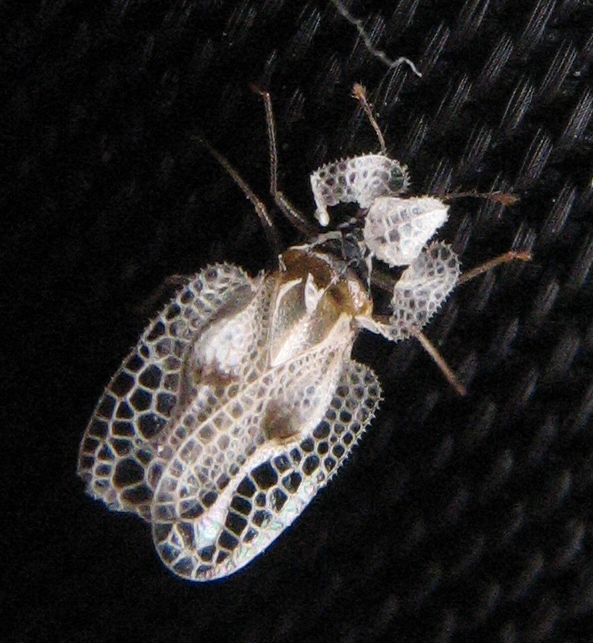
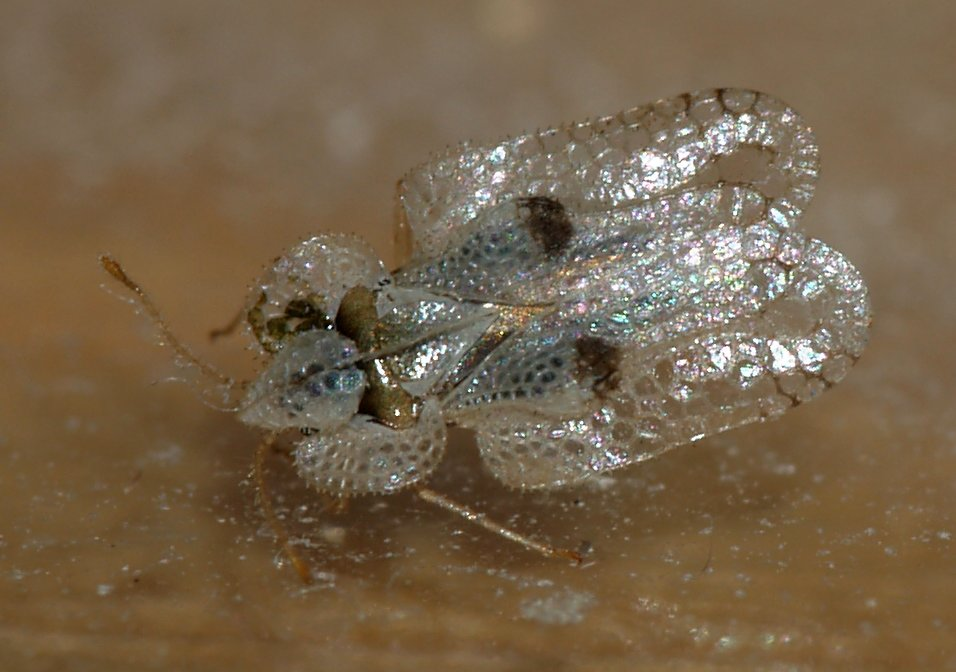